# 深圳新鹏城足球俱乐部
深圳新鹏城足球俱乐部，前身為四川九牛足球俱乐部，是一支位于中国深圳的职业足球队，主场是深圳体育场，目前参加中国足球超级联赛。

## 历史
四川九牛足球俱乐部在2017年成立，参加业余联赛，次年升至中国足球协会乙级联赛。球队以2017年四川全运队U-20为班底组建，主要球员均为四川籍，以“扛起黄色大旗，复兴四川职业足球”为使命。2018年3月21日，球队将主场迁至自贡。2018年7月，球队主场迁至成都龙泉驿足球场。
2020年，四川九牛递补获得中国足球甲级联赛参赛资格。
2023年，四川九牛提前兩輪獲得中甲聯賽冠軍，首次升入中超。
2024年1月24日，中国足球协会同意四川九牛迁往深圳，为近八年来首支跨省迁往异地的中国职业足球俱乐部；2月6日，四川九牛更名为深圳新鹏城。
2024年7月16日，國家隊中場戴偉浚租借加盟。

## 球员名单（2025球季）

### 一队名单
1. 粗體字為新加盟球員
2. 者為傷患球員

| 號碼  | 國籍     | 球員                                   | 位置     | 出生日期       | 加盟年份 | 前屬球會   | 備注  |       |       |
| 门 将 | 门 将    | 门 将                                  | 门 将    | 门 将          | 门 将    | 门 将      | 门 将 | 门 将 | 门 将 |
| ----- | -------- | -------------------------------------- | -------- | -------------- | -------- | ---------- | ----- | ----- | ----- |
| 1     | 中国     | 季家葆（Ji Jiabao）                    | 門將     | 2002年9月16日  | 2025年   | 青島西海岸 |       |       |       |
| 13    | 中国     | 彭鹏（Peng Peng）                      | 門將     | 2000年11月24日 | 2024年   | 河南队     |       |       |       |
| 14    | 中国     | 赵石（Zhao Shi）                       | 門將     | 1993年3月16日  | 2022年   | 青島隊     |       |       |       |
| 49    | 中国     | 張皓楠（Zhao Shi）                     | 門將     | 2005年6月30日  | 2025年   | 青年隊     |       |       |       |
| 後 衛 |          |                                        |          |                |          |            |       |       |       |
| 2     | 中国     | 張衛（Zhang Wei）                      | 左閘     | 1993年3月28日  | 2024年   | 上海海港   |       |       |       |
| 4     | 中国     | 姜至鵬（Jiang Zhipeng）                | 左閘     | 1989年3月6日   | 2025年   | 武漢三鎮   |       |       |       |
| 16    | 中国     | 李智（Li Zhi）                         | 左閘     | 1993年7月29日  | 2023年   | 成都蓉城   |       |       |       |
| 20    | 塞尔维亚 | 杜加利奇（Rade Dugalic）               | 中堅     | 1992年11月5日  | 2024年   | 梅州客家   |       |       |       |
| 中 场 |          |                                        |          |                |          |            |       |       |       |
| 8     | 中国     | 周大地（Zhou Dadi）                    | 中場     | 1996年2月18日  | 2022年   | 长春亚泰   |       |       |       |
| 11    | 西班牙   | 埃杜·加西亞（Edu García）              | 進攻中場 | 1990年4月24日  | 2022年   | 海得拉巴   |       |       |       |
| 12    | 中国     | 張曉彬（Zhang Xiaobin）                | 防守中場 | 1993年10月23日 | 2025年   | 武漢三鎮   |       |       |       |
| 28    | 中国     | 張煜東（Zhang Yudong）                 | 防守中場 | 1992年9月9日   | 2023年   | 崑山FC     |       |       |       |
| 36    | 以色列   | 埃登·卡尔采夫（Eden Karzev）           | 防守中場 | 2000年4月11日  | 2024年   | 巴沙克舒希 |       |       |       |
| 前 锋 |          |                                        |          |                |          |            |       |       |       |
| 9     | 巴西     | 利安高（Tiago de Leonço）              | 中鋒     | 1992年11月11日 | 2024年   | 穆艾塔羅   |       |       |       |
| 10    | 奥地利   | 曼普里特·薩卡麗亞（Manprit Sarkaria）  | 中鋒     | 1996年8月26日  | 2025年   | 格拉茲風暴 |       |       |       |
| 19    | 香港     | 安永佳（Matthew Elliot Orr Wing Kai）  | 中鋒     | 1997年1月1日   | 2024年   | 廣西平果   |       |       |       |
| 27    | 中国     | 拜合拉木·阿卜杜外力（Behram Abduweli） | 中鋒     | 2003年3月8日   | 2023年   | 山東泰山   |       |       |       |

## 历任教练
- 孙博伟 (2017–2018年3月22日)
- 成亮  (2018年3月22日–2018年5月30日[7])
- (Dario Dabac) (2018年6月7日-2019)
- 王宏伟 (2019–2020年5月18日)
- 李毅 (2020年7月22日-2021年12月31日 ）
-  (2022年1月19日-2023年4月21日）
-  (2023年4月21日-2024年10月2日）
-  (2024年10月4日- ）

## 每年战绩

### 2017赛季
参加业余联赛，获南三区大区赛第一名。但在全国总决赛止步八分之一决赛，最终列全国第11名，递补入选2018年中乙联赛。

### 2018赛季
参加中乙联赛，列南区第十二，最终保级。
参加足协杯，先后淘汰中乙球队深圳鹏城、淄博星期天、中甲球队大连超越，更在第四轮淘汰中超球队长春亚泰、第五轮在客场通过点球大战战胜同样来自中乙的南通支云，晋级四分之一决赛，创造了足协杯八强首次出现中乙球队的历史。

### 2019赛季
参加中乙联赛，列南区第四，最终递补进入中国足球协会甲级联赛。

### 2020赛季
参加中甲联赛，列总排名第九。

### 2021赛季
参加中甲联赛，列总排名第八。

### 2022赛季
参加中甲联赛，列总排名第七。

### 2023赛季
参加中甲联赛，列总排名第一，升入中超联赛。

### 2024赛季
参加中超联赛，列总排名第十四，最终保级。